# 식쌍성

식쌍성의 밝기 변화

식쌍성(eclipsing binaries)은 관찰자의 시점에서 볼 때 두 개 이상의 항성의 궤도면이 아주 가까워서 서로 식 현상이 발생하는 쌍성을 말한다. 주기적으로 일어나는 식 현상에 의하여 겉보기 등급이 변하게 된다. 만약 식쌍성이 분광쌍성이면서 두 별의 시차가 알려져 있다면, 이 식쌍성계는 천문학 연구에 있어 매우 가치가 있는 존재가 된다.

## 관측 및 거리 측정
최근 10년 동안 8미터 수준 망원경으로 식쌍성의 기초적인 매개변수들을 측정하는 것이 가능해지게 되었다. 이러한 매개변수 측정으로 인하여 이들 식쌍성을 표준 등대로 사용할 수 있게 되었다. 최근 식쌍성을 통해 대마젤란 은하, 소마젤란 은하, 안드로메다 은하, 삼각형자리 은하까지의 거리를 직접 잴 수 있었다. 식쌍성들은 약 5 퍼센트 오차 수준으로 우리 은하 밖 천체 까지의 거리를 직접 측정할 수 있는 방법을 제공한다.

## 변광 주기
식쌍성들은 변광성에 속하지만, 천체 스스로의 밝기가 변하는 것이 아니라 한 천체가 다른 천체를 가리기 때문에 우리 눈에 밝기가 변하는 것처럼 보인다. 식쌍성계의 광도곡선은 전체적으로 일정한 밝기를 지니다가 주기적으로 광도가 하강하는 양상을 보인다. 만약 한 쪽 별이 다른 쪽 별보다 크다면, 큰 별이 작은 별을 가릴 때는 개기식이 발생하며, 그 반대의 경우 부분식이 발생한다.

## 공전 주기
식쌍성의 공전 주기는 광도곡선을 연구하여 얻을 수 있으며 두 별의 상대적인 크기도 궤도 크기에 대비하여 한 별이 다른 별의 원반을 얼마나 오랫동안 가리고 있는지를 계산하여 얻을 수 있다. 만약 식쌍성이 분광쌍성이라면 궤도 요소와 항성들의 질량, 상대적인 밀도를 상대적으로 쉽게 알 수 있다.

## 분류
이러한 측광 쌍성은 3가지로 나눌 수 있다.
- 알골형 항성
- 거문고자리 베타형 항성
- 큰곰자리 W형 항성

알골형 항성들은 주극소가 부극소보다 매우 어두워지는 식 쌍성이고, 거문고자리β형 별은 두별이 너무 가까워 밝기가 일정한 구간이 없이 계속해서 변하는 쌍성이고, 큰곰자리 W형 별은 대부분 접촉 쌍성계로 주극소와 부극소의 어두워지는 정도가 비슷하다.

## 같이 보기
- 변광성
- 쌍성
- 분광쌍성